# 小口油鯰
小口油鯰（学名：Pimelodus microstoma）為輻鰭魚綱鯰形目長鬚鯰科的其中一種，分布於南美洲巴拉那河及聖弗朗西斯科河流域，體長可達18公分，棲息在河川中底層水域，屬肉食性，生活習性不明。
其种加词“microstoma”意为“小口的”。